# شهرستان سوان
شهرستان سوان (ارمنی: Սևանի շրջան) یکی از سی و هفت شهرستان در تقسیم‌بندی جمهوری شوروی سوسیالیستی ارمنستان بود. مرکز این شهرستان سوان (ارمنستان) بود. طبق سرشماری سال ۱۹۸۷ میلادی جمعیت آن بالغ بر ۴۲٬۷۰۰ تن و مساحت آن ۳۹۲٫۷ کیلومتر مربع بود. 

## مناطق مسکونی
- Գագարին
- گغاماوان
- ددماشن
- زووابر، گغارکونیک
- لچاشن
- تساغکونک، گغارکونیک
- تسوواگیوغ
- نوراشن (گغارکونیک)
- چکالووکا
- سیمیونوفکا، ارمنستان
- وارسر

## نگارخانه

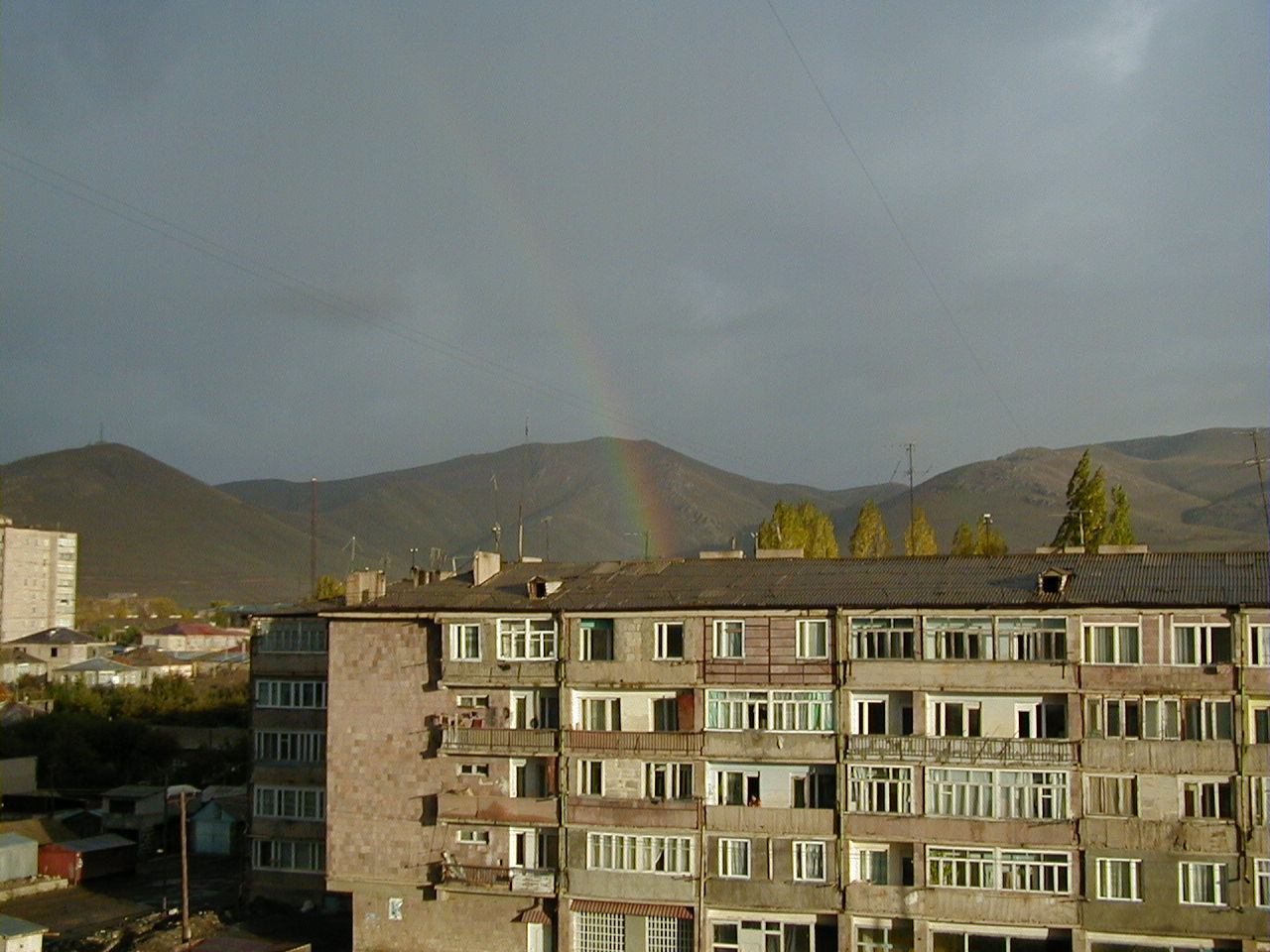
سوان (ارمنستان)
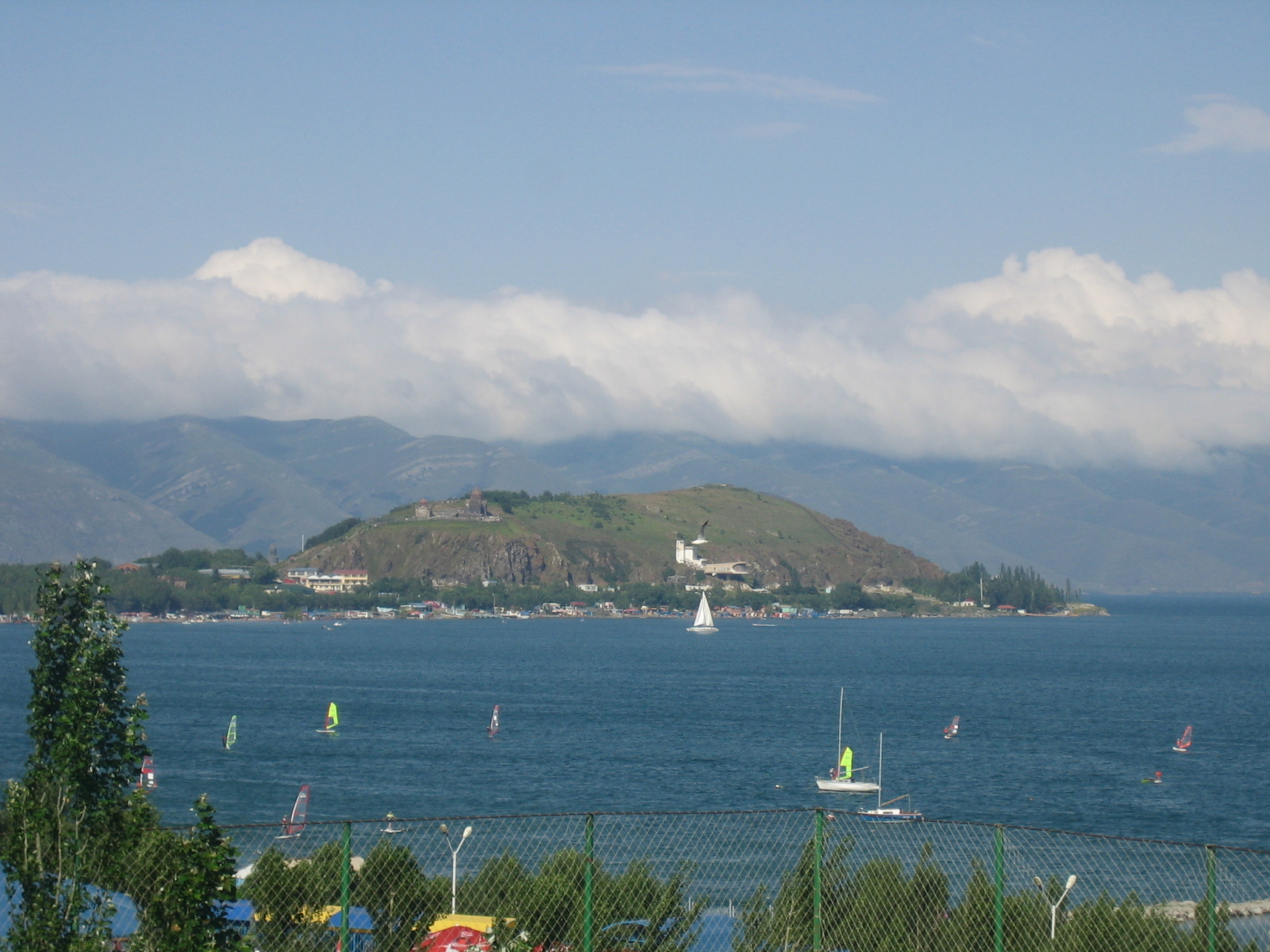
دریاچه سوان
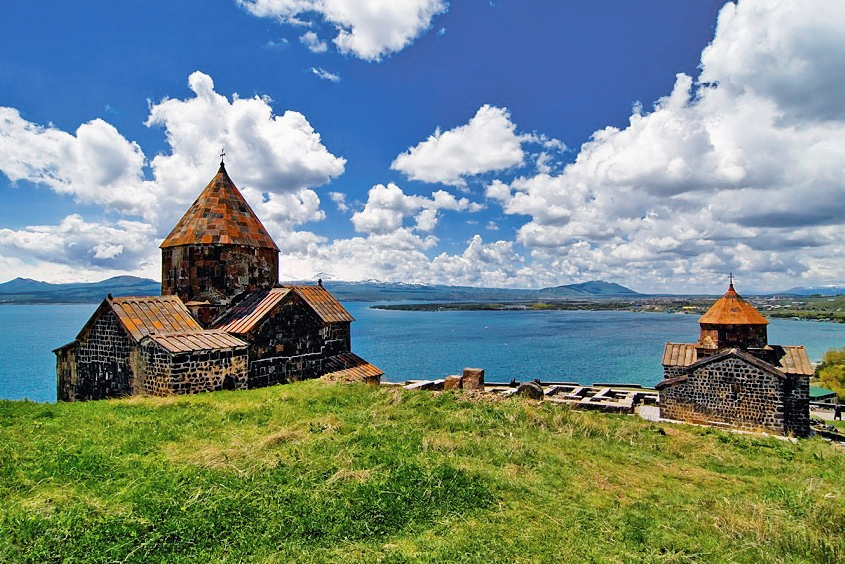
سواناوانک